# Георгіос Кундуріотіс
Георгіос Кундуріотіс (грец. Γεωργιος Κουντουριώτης; 1782–1858) — грецький державний діяч, двічі очільник уряду країни (1823–1826 та 1848).

## Життєпис
Разом зі своїм братом Лазарем витратив значні кошти на справу визволення батьківщини. 1824 року очолював тимчасовий уряд, обраний народними зборами на противагу урядові Колокотроніса. Йому вдалось отримати першу грецьку позику в Лондоні, що надало йому перевагу над партією Колокотроніса.
В тому числі й через зволікання Кундуріотіса турецький флот устиг непоміченим пройти Дарданелли та вирізати жителів острова Псара. Після цього Кундуріотіс як політик відійшов на другий план. 1832 року Колетіс ввів його до складу «Комітету семи», де він діяв як прибічник французької партії. 1843 року очолював Державну раду. Помер 1858 року.